# Copa Federació 2013 - Grup Mundial
La Copa Federació 2013, coneguda oficialment com a Fed Cup by BNP Paribas 2013, correspon a la 51a edició de la Copa Federació de tennis, la competició nacional de tennis més important en categoria femenina. El Grup Mundial és el nivell més alt d'aquest competició i els equips participants es disputen el títol.

## Equips
| Rússia       | Txèquia   | Itàlia     | Sèrbia |
| Estats Units | Austràlia | Eslovàquia | Japó   |
| ------------ | --------- | ---------- | ------ |

## Quadre
|  | Primera ronda 9 - 10 de febrer           | Primera ronda 9 - 10 de febrer | Primera ronda 9 - 10 de febrer |                               |         | Semifinals 20 - 21 d'abril | Semifinals 20 - 21 d'abril    | Semifinals 20 - 21 d'abril |   |  | Final 2 - 3 de novembre | Final 2 - 3 de novembre | Final 2 - 3 de novembre |
|  |                                          |                                |                                |                               |         |                            |                               |                            |   |  |                         |                         |                         |
|  | Ostrava, República Txeca (dura interior) |                                |                                |                               |         |                            |                               |                            |   |  |                         |                         |                         |
|  | 1                                        | Txèquia                        | 4                              |                               |         |                            |                               |                            |   |  |                         |                         |                         |
|  | 1                                        | Txèquia                        | 4                              | Palerm, Itàlia (terra batuda) |         |                            |                               |                            |   |  |                         |                         |                         |
|  |                                          | Austràlia                      | 0                              |                               |         |                            |                               |                            |   |  |                         |                         |                         |
|  |                                          | Austràlia                      | 0                              | 1                             | Txèquia | 1                          |                               |                            |   |  |                         |                         |                         |
|  | Rímini, Itàlia (terra batuda interior)   |                                |                                | 1                             | Txèquia | 1                          |                               |                            |   |  |                         |                         |                         |
|  |                                          | 3                              | Itàlia                         | 3                             |         |                            |                               |                            |   |  |                         |                         |                         |
|  | 3                                        | 3                              | Itàlia                         | 3                             | Itàlia  | 3                          |                               |                            |   |  |                         |                         |                         |
|  | 3                                        |                                |                                |                               | Itàlia  | 3                          | Càller, Itàlia (terra batuda) |                            |   |  |                         |                         |                         |
|  |                                          | Estats Units                   | 2                              |                               |         |                            |                               |                            |   |  |                         |                         |                         |
|  |                                          |                                |                                |                               |         |                            | 3                             | Itàlia                     | 4 |  |                         |                         |                         |
|  | Moscou, Rússia (dura interior)           |                                |                                |                               |         |                            | 3                             | Itàlia                     | 4 |  |                         |                         |                         |
|  |                                          | 4                              | Rússia                         | 0                             |         |                            |                               |                            |   |  |                         |                         |                         |
|  |                                          | 4                              | Rússia                         | 0                             | Japó    | 2                          |                               |                            |   |  |                         |                         |                         |
|  |                                          | Moscou, Rússia (dura interior) |                                |                               | Japó    | 2                          |                               |                            |   |  |                         |                         |                         |
|  | 4                                        | Rússia                         | 3                              |                               |         |                            |                               |                            |   |  |                         |                         |                         |
|  | 4                                        | Rússia                         | 3                              |                               | 4       | Rússia                     | 3                             |                            |   |  |                         |                         |                         |
|  | Niš, Sèrbia (dura interior)              |                                |                                |                               | 4       | Rússia                     | 3                             |                            |   |  |                         |                         |                         |
|  |                                          |                                | Eslovàquia                     | 2                             |         |                            |                               |                            |   |  |                         |                         |                         |
|  |                                          | Eslovàquia                     | Eslovàquia                     | 2                             | 3       |                            |                               |                            |   |  |                         |                         |                         |
|  |                                          | Eslovàquia                     |                                |                               | 3       |                            |                               |                            |   |  |                         |                         |                         |
|  | 2                                        | Sèrbia                         | 2                              |                               |         |                            |                               |                            |   |  |                         |                         |                         |

## Primera ronda

### República Txeca vs. Austràlia
| · República Txeca · 4 | CEZ Arena, Ostrava, República Txeca 9 - 10 de febrer de 2013 dura interior | CEZ Arena, Ostrava, República Txeca 9 - 10 de febrer de 2013 dura interior | · Austràlia · 0 |      |     |             |
| \| \| [1] \| \| 1 \| 2 \| 3 \| \| \| - \| --------------------------- \| ------------------------------------------------------------------- \| ---- \| ---- \| --- \| ----------- \| \| 1 \| República Txeca · Austràlia \| Petra Kvitová Jarmila Gajdosova \| 7 6² \| 6 3 \| \| \| \| 2 \| República Txeca · Austràlia \| Lucie Šafářová Samantha Stosur \| 7 6⁶ \| 7 64 \| \| \| \| 3 \| República Txeca · Austràlia \| Petra Kvitová Samantha Stosur \| 2 6 \| 7 63 \| 6 4 \| \| \| 4 \| República Txeca · Austràlia \| Lucie Šafářová Jarmila Gajdosova \| \| \| \| no disputat \| \| 5 \| República Txeca · Austràlia \| Andrea Hlavackova / Lucie Hradecka Ashleigh Barty / Casey Dellacqua \| 6 0 \| 7 6¹ \| \| \| |                                                                            |                                                                            |                 |      |     |             |
| | [ 1 ]                                                                      |                                                                            | 1               | 2    | 3   |             |
| 1 | República Txeca · Austràlia                                                | Petra Kvitová Jarmila Gajdosova                                            | 7 6²            | 6 3  |     |             |
| 2 | República Txeca · Austràlia                                                | Lucie Šafářová Samantha Stosur                                             | 7 6⁶            | 7 64 |     |             |
| 3 | República Txeca · Austràlia                                                | Petra Kvitová Samantha Stosur                                              | 2 6             | 7 63 | 6 4 |             |
| 4 | República Txeca · Austràlia                                                | Lucie Šafářová Jarmila Gajdosova                                           |                 |      |     | no disputat |
| 5 | República Txeca · Austràlia                                                | Andrea Hlavackova / Lucie Hradecka Ashleigh Barty / Casey Dellacqua        | 6 0             | 7 6¹ |     |             |

### Itàlia vs. Estats Units
| · Itàlia · 3 | 105 Stadium, Rímini, Itàlia 9 - 10 de febrer de 2013 terra batuda interior | 105 Stadium, Rímini, Itàlia 9 - 10 de febrer de 2013 terra batuda interior | · Estats Units · 2 |     |     |  |
| \| \| [2] \| \| 1 \| 2 \| 3 \| \| \| - \| --------------------- \| ------------------------------------------------------------ \| --- \| --- \| --- \| \| \| 1 \| Itàlia · Estats Units \| Sara Errani Jamie Hampton \| 6 2 \| 6 1 \| \| \| \| 2 \| Itàlia · Estats Units \| Roberta Vinci Varvara Lepchenko \| 6 2 \| 4 6 \| 5 7 \| \| \| 3 \| Itàlia · Estats Units \| Sara Errani Varvara Lepchenko \| 5 7 \| 2 6 \| \| \| \| 4 \| Itàlia · Estats Units \| Roberta Vinci Jamie Hampton \| 6 2 \| 4 6 \| 6 1 \| \| \| 5 \| Itàlia · Estats Units \| Sara Errani / Roberta Vinci Liezel Huber / Varvara Lepchenko \| 6 2 \| 6 2 \| \| \| |                                                                            |                                                                            |                    |     |     |  |
| | [ 2 ]                                                                      |                                                                            | 1                  | 2   | 3   |  |
| 1 | Itàlia · Estats Units                                                      | Sara Errani Jamie Hampton                                                  | 6 2                | 6 1 |     |  |
| 2 | Itàlia · Estats Units                                                      | Roberta Vinci Varvara Lepchenko                                            | 6 2                | 4 6 | 5 7 |  |
| 3 | Itàlia · Estats Units                                                      | Sara Errani Varvara Lepchenko                                              | 5 7                | 2 6 |     |  |
| 4 | Itàlia · Estats Units                                                      | Roberta Vinci Jamie Hampton                                                | 6 2                | 4 6 | 6 1 |  |
| 5 | Itàlia · Estats Units                                                      | Sara Errani / Roberta Vinci Liezel Huber / Varvara Lepchenko               | 6 2                | 6 2 |     |  |

### Rússia vs. Japó
| · Rússia · 3 | Olympic Stadium, Moscou, Rússia 9 - 10 de febrer de 2013 dura interior | Olympic Stadium, Moscou, Rússia 9 - 10 de febrer de 2013 dura interior | · Japó · 2 |     |   |  |
| \| \| [3] \| \| 1 \| 2 \| 3 \| \| \| - \| ------------- \| -------------------------------------------------------------- \| ---- \| --- \| - \| \| \| 1 \| Rússia · Japó \| Maria Kirilenko Kimiko Date-Krumm \| 7 63 \| 6 4 \| \| \| \| 2 \| Rússia · Japó \| Iekaterina Makàrova Ayumi Morita \| 2 6 \| 2 6 \| \| \| \| 3 \| Rússia · Japó \| Ielena Vesninà Ayumi Morita \| 4 6 \| 1 6 \| \| \| \| 4 \| Rússia · Japó \| Iekaterina Makàrova Kimiko Date-Krumm \| 6 1 \| 6 1 \| \| \| \| 5 \| Rússia · Japó \| Iekaterina Makàrova / Ielena Vesninà Misaki Doi / Ayumi Morita \| 6 2 \| 6 2 \| \| \| |                                                                        |                                                                        |            |     |   |  |
| | [ 3 ]                                                                  |                                                                        | 1          | 2   | 3 |  |
| 1 | Rússia · Japó                                                          | Maria Kirilenko Kimiko Date-Krumm                                      | 7 63       | 6 4 |   |  |
| 2 | Rússia · Japó                                                          | Iekaterina Makàrova Ayumi Morita                                       | 2 6        | 2 6 |   |  |
| 3 | Rússia · Japó                                                          | Ielena Vesninà Ayumi Morita                                            | 4 6        | 1 6 |   |  |
| 4 | Rússia · Japó                                                          | Iekaterina Makàrova Kimiko Date-Krumm                                  | 6 1        | 6 1 |   |  |
| 5 | Rússia · Japó                                                          | Iekaterina Makàrova / Ielena Vesninà Misaki Doi / Ayumi Morita         | 6 2        | 6 2 |   |  |

### Sèrbia vs. Eslovàquia
| · Sèrbia · 2 | Hala Cair, Niš, Sèrbia 9 - 10 de febrer de 2013 dura interior | Hala Cair, Niš, Sèrbia 9 - 10 de febrer de 2013 dura interior         | · Eslovàquia · 3 |     |      |          |
| \| \| [4] \| \| 1 \| 2 \| 3 \| \| \| - \| ------------------- \| --------------------------------------------------------------------- \| --- \| --- \| ---- \| -------- \| \| 1 \| Sèrbia · Eslovàquia \| Bojana Jovanovski Daniela Hantuchová \| 5 7 \| 2 6 \| \| \| \| 2 \| Sèrbia · Eslovàquia \| Vesna Dolonc Dominika Cibulková \| 4 6 \| 4 5 \| \| retirada \| \| 3 \| Sèrbia · Eslovàquia \| Bojana Jovanovski Jana Cepelova \| 7 5 \| 5 7 \| 9 11 \| \| \| 4 \| Sèrbia · Eslovàquia \| Vesna Dolonc Daniela Hantuchová \| 3 6 \| 2 6 \| \| \| \| 5 \| Sèrbia · Eslovàquia \| Vesna Dolonc / Aleksandra Krunic Jana Cepelova / Magdalena Rybarikova \| \| \| \| renúncia \| |                                                               |                                                                       |                  |     |      |          |
| | [ 4 ]                                                         |                                                                       | 1                | 2   | 3    |          |
| 1 | Sèrbia · Eslovàquia                                           | Bojana Jovanovski Daniela Hantuchová                                  | 5 7              | 2 6 |      |          |
| 2 | Sèrbia · Eslovàquia                                           | Vesna Dolonc Dominika Cibulková                                       | 4 6              | 4 5 |      | retirada |
| 3 | Sèrbia · Eslovàquia                                           | Bojana Jovanovski Jana Cepelova                                       | 7 5              | 5 7 | 9 11 |          |
| 4 | Sèrbia · Eslovàquia                                           | Vesna Dolonc Daniela Hantuchová                                       | 3 6              | 2 6 |      |          |
| 5 | Sèrbia · Eslovàquia                                           | Vesna Dolonc / Aleksandra Krunic Jana Cepelova / Magdalena Rybarikova |                  |     |      | renúncia |

## Semifinals

### Itàlia vs. República Txeca
| · Itàlia · 3 | Circolo del Tennis Palermo, Palerm, Itàlia 20 - 22 d'abril de 2013 Terra batuda | Circolo del Tennis Palermo, Palerm, Itàlia 20 - 22 d'abril de 2013 Terra batuda | · República Txeca · 1 |      |     |             |
| \| \| [5] \| \| 1 \| 2 \| 3 \| \| \| - \| ------------------------ \| ------------------------------------------------------------------------ \| --- \| ---- \| --- \| ----------- \| \| 1 \| Itàlia · República Txeca \| Sara Errani Lucie Šafářová \| 6 4 \| 6 2 \| \| \| \| 2 \| Itàlia · República Txeca \| Roberta Vinci Petra Kvitová \| 6 4 \| 6 1 \| \| \| \| 3 \| Itàlia · República Txeca \| Sara Errani Petra Kvitová \| 6 2 \| 2 6 \| 0 6 \| \| \| 4 \| Itàlia · República Txeca \| Roberta Vinci Lucie Šafářová \| 6 3 \| 6² 7 \| 6 3 \| \| \| 5 \| Itàlia · República Txeca \| Flavia Pennetta / Francesca Schiavone Andrea Hlavackova / Lucie Hradecka \| \| \| \| no disputat \| |                                                                                 |                                                                                 |                       |      |     |             |
| | [ 5 ]                                                                           |                                                                                 | 1                     | 2    | 3   |             |
| 1 | Itàlia · República Txeca                                                        | Sara Errani Lucie Šafářová                                                      | 6 4                   | 6 2  |     |             |
| 2 | Itàlia · República Txeca                                                        | Roberta Vinci Petra Kvitová                                                     | 6 4                   | 6 1  |     |             |
| 3 | Itàlia · República Txeca                                                        | Sara Errani Petra Kvitová                                                       | 6 2                   | 2 6  | 0 6 |             |
| 4 | Itàlia · República Txeca                                                        | Roberta Vinci Lucie Šafářová                                                    | 6 3                   | 6² 7 | 6 3 |             |
| 5 | Itàlia · República Txeca                                                        | Flavia Pennetta / Francesca Schiavone Andrea Hlavackova / Lucie Hradecka        |                       |      |     | no disputat |

### Rússia vs. Eslovàquia
| · Rússia · 3 | Sports Center Krylatskoye, Moscou, Rússia 20 - 21 d'abril de 2013 Dura interior | Sports Center Krylatskoye, Moscou, Rússia 20 - 21 d'abril de 2013 Dura interior | · Eslovàquia · 2 |     |     |  |
| \| \| [6] \| \| 1 \| 2 \| 3 \| \| \| - \| ------------------- \| ---------------------------------------------------------------------------- \| --- \| --- \| --- \| \| \| 1 \| Rússia · Eslovàquia \| Anastassia Pavliutxénkova Dominika Cibulková \| 7 5 \| 1 6 \| 4 6 \| \| \| 2 \| Rússia · Eslovàquia \| Maria Kirilenko Daniela Hantuchová \| 2 6 \| 4 6 \| \| \| \| 3 \| Rússia · Eslovàquia \| Maria Kirilenko Dominika Cibulková \| 7 5 \| 6 1 \| \| \| \| 4 \| Rússia · Eslovàquia \| Iekaterina Makàrova Daniela Hantuchová \| 6 3 \| 4 6 \| 6 4 \| \| \| 5 \| Rússia · Eslovàquia \| Iekaterina Makàrova / Ielena Vesninà Dominika Cibulková / Daniela Hantuchová \| 4 6 \| 6 3 \| 6 1 \| \| |                                                                                 |                                                                                 |                  |     |     |  |
| | [ 6 ]                                                                           |                                                                                 | 1                | 2   | 3   |  |
| 1 | Rússia · Eslovàquia                                                             | Anastassia Pavliutxénkova Dominika Cibulková                                    | 7 5              | 1 6 | 4 6 |  |
| 2 | Rússia · Eslovàquia                                                             | Maria Kirilenko Daniela Hantuchová                                              | 2 6              | 4 6 |     |  |
| 3 | Rússia · Eslovàquia                                                             | Maria Kirilenko Dominika Cibulková                                              | 7 5              | 6 1 |     |  |
| 4 | Rússia · Eslovàquia                                                             | Iekaterina Makàrova Daniela Hantuchová                                          | 6 3              | 4 6 | 6 4 |  |
| 5 | Rússia · Eslovàquia                                                             | Iekaterina Makàrova / Ielena Vesninà Dominika Cibulková / Daniela Hantuchová    | 4 6              | 6 3 | 6 1 |  |

## Final
| · Itàlia · 4 | Tennis Club Cagliari, Càller, Itàlia 2 - 3 de novembre 2013 Terra batuda | Tennis Club Cagliari, Càller, Itàlia 2 - 3 de novembre 2013 Terra batuda | · Rússia · 0 |     |          |             |
| \| \| [7] \| \| 1 \| 2 \| 3 \| \| \| - \| --------------- \| --------------------------------------------------------------------- \| --- \| --- \| -------- \| ----------- \| \| 1 \| Itàlia · Rússia \| Roberta Vinci Alexandra Panova \| 5 7 \| 7 5 \| 8 6 \| \| \| 2 \| Itàlia · Rússia \| Sara Errani Irina Khromacheva \| 6 1 \| 6 4 \| \| \| \| 3 \| Itàlia · Rússia \| Sara Errani Alissa Kleibànova \| 6 1 \| 6 1 \| \| \| \| 4 \| Itàlia · Rússia \| Roberta Vinci Irina Khromacheva \| \| \| \| no disputat \| \| 5 \| Itàlia · Rússia \| Karin Knapp / Flavia Pennetta Margarita Gasparyan / Irina Khromacheva \| 4 6 \| 6 2 \| [10] [4] \| \| |                                                                          |                                                                          |              |     |          |             |
| | [ 7 ]                                                                    |                                                                          | 1            | 2   | 3        |             |
| 1 | Itàlia · Rússia                                                          | Roberta Vinci Alexandra Panova                                           | 5 7          | 7 5 | 8 6      |             |
| 2 | Itàlia · Rússia                                                          | Sara Errani Irina Khromacheva                                            | 6 1          | 6 4 |          |             |
| 3 | Itàlia · Rússia                                                          | Sara Errani Alissa Kleibànova                                            | 6 1          | 6 1 |          |             |
| 4 | Itàlia · Rússia                                                          | Roberta Vinci Irina Khromacheva                                          |              |     |          | no disputat |
| 5 | Itàlia · Rússia                                                          | Karin Knapp / Flavia Pennetta Margarita Gasparyan / Irina Khromacheva    | 4 6          | 6 2 | [10] [4] |             |